# Wiener Kommunalbad

Städtisches Donaustrombad an der Kronprinz-Rudolf-Brücke

Das Wiener Kommunalbad (keine offizielle Bezeichnung; gelegentlich auch als Strombad bezeichnet) war ein von der Wiener Stadtverwaltung eingerichtetes Schwimmbad beim rechten Brückenkopf der Reichsbrücke, im 2. Wiener Gemeindebezirk, Leopoldstadt, mit der Adresse Erzherzog-Karl-Platz 4 (heute Mexikoplatz).

## Geschichte

Städtisches Donaustrombad – Grundriss

Das Wiener Kommunalbad wurde 1871–1876 wenige Meter stromaufwärts neben der ebenfalls 1876 fertiggestellten Reichsbrücke, damals offiziell Kronprinz-Rudolf-Brücke, beim seit 1884 Erzherzog-Karl-Platz genannten früheren Schwimmschulmais (Mais = Jungwald) von der Wiener Stadtverwaltung nach Plänen von Franz Berger, 1883–1903 Stadtbaudirektor, mit einem Kostenaufwand von umgerechnet 1,54 Millionen Kronen (zur Bauzeit 770.000 Gulden) errichtet. Ein beträchtlicher Teil der Bauarbeiten fand (wie bei der Brücke) statt, bevor der für das Bad nötige Donaustrom 1875 nach der Wiener Donauregulierung in sein neues, beim Bad gelegenes Bett umgeleitet wurde.
Das Kommunalbad und das gegenüber im Überschwemmungsgebiet am linken Donauufer gelegene, nicht mit aufwändiger Infrastruktur ausgestattete und gratis zugängliche Städtische Freibad ersetzten Bäder, die wegen der Donauregulierung aufgelassen werden mussten (siehe auch Baden und Schwimmen in Wien).
Bei einer rund 100 Tage dauernden Badesaison wurde das Bad pro Jahr von weniger als 50.000 (statt der erwarteten 120.000) Personen besucht; etwa 22 Prozent von ihren waren Frauen. Die Donauuferbahn der k.k. Staatsbahnen bediente die Personenhaltestelle Communalbad-Reichsbrücke (unmittelbar neben dem Bad) z. B. im Mai 1901 mit 16 Zügen pro Tag; Hauptverkehrsmittel zum Bad waren die zum bzw. über den Erzherzog-Karl-Platz verkehrenden Straßenbahnlinien: seit 1868 die Pferdebahn, seit 1898 die „Elektrische“ aus Richtung Praterstern, seit 1907 die Linien Bk (aus Richtung Franz-Josefs-Kai – Ring) und 25 (Kagran–Praterstern), seit 1911 die Linie 16 (Praterstern–Stadlau Ostbahn), seit 1913 auch die Linie B (aus Richtung Ringstraße – Franz-Josefs-Kai).
1881 fanden erstmals österreichische Meisterschaften für Männer hier statt: Wasserspringen im Bad und Schwimmen in der Donau von Klosterneuburg bis zum Bad.
Aus Anlass des 50-Jahre-Regierungsjubiläums von Franz Joseph I. wurde im Bad im 7. August 1898 vom Ersten Wiener Amateur-Schwimm-Club ein Internationales Kaiser-Franz-Joseph-Jubiläums-Wettschwimmen abgehalten. C. Ruberl vom Wiener Schwimmklub Austria siegte in 100 m Freistil (Meisterschwimmer von Europa 1898) und Otto Wahle vom gleichen Schwimmklub über 1609 m (Meisterschwimmer von Österreich 1898). Insgesamt fanden neun Bewerbe statt.
1987 wurde diese Veranstaltung in einem Buch als Vorläufer der Schwimmeuropameisterschaften bezeichnet, eine Einschätzung, die in Anbetracht der äußerst geringen Zahl ausländischer Teilnehmer stark übertrieben erscheint.
Der österreichische Schwimmer Otto Scheff schwamm hier am 1. September 1908 über 1000 m Kraul und über eine Meile Weltrekorde. Um 1900 soll das Bad als schönstes Freiluftbad der Welt gegolten haben.
Das Wiener Kommunalbad wurde 1914 kurz nach Kriegsbeginn geschlossen und nach dem Ersten Weltkrieg nicht mehr wiedereröffnet. Bauteile des Bades wurden zur Ausstattung des neu eröffneten Strandbades Alte Donau verwendet. Das Becken diente bis in die 1920er Jahre der Wäscherei der städtischen Bäder.
Der Standort des ehemaligen Kommunalbades fand Jahrzehnte später noch als Ortsangabe Verwendung: in der „Liste Nr. 5“, in der unter Punkt II, Absatz b, jene im östlichen Österreich gelegenen Vermögenswerte der DDSG angeführt sind, die im Österreichischen Staatsvertrag der damaligen Sowjetunion übertragen werden sollten; die Erfüllung dieser Forderung der Sowjetunion konnte letztlich vermieden werden.

## Ausstattung
Das Bad verfügte über ein 175,4 × 48,7 m großes, aus Quadern gemauertes Becken mit bis zu fünf Meter Wassertiefe, in das fünf Schwimm- und Vollbadabteilungen unterschiedlicher Größe (maximal 3.300 m²) eingebaut waren: ein großes Sportbecken nur für Männer und vier kleine Becken, je zwei für Frauen und Männer. Das Badewasser wurde bis zu 30-mal täglich durch frisches Donauwasser ersetzt und auch das Wasser für die 32 Duschen und 15 Badewannen wurde mit einer dampfbetriebenen Pumpe dem angrenzenden Strom entnommen. Lediglich das Trinkwasser stammte von der Hochquellenleitung der Wiener Wasserversorgung.
Zum Umkleiden standen den Badegästen 337 Kabinen (damals „Badezellen“ genannt) und 859 Garderobekästchen (damals „Kleiderschränke“ genannt) in Holzbauten zur Verfügung, außerdem Restaurant, Kaffeehaus, Tabak-Trafik, Liegewiesen und Sonnenbäder.
Zusätzlich war das Bad mit einer Dampfwäscherei ausgestattet, in der die den Badegästen leihweise überlassene Badewäsche gereinigt wurde. Später wurde auch die Badewäsche der Strombäder im Donaukanal hier gereinigt. Die Leitung dieser Bäder wurde Anfang des 20. Jahrhunderts dem Betriebsleiter des Kommunalbades übertragen.